# Ieniși

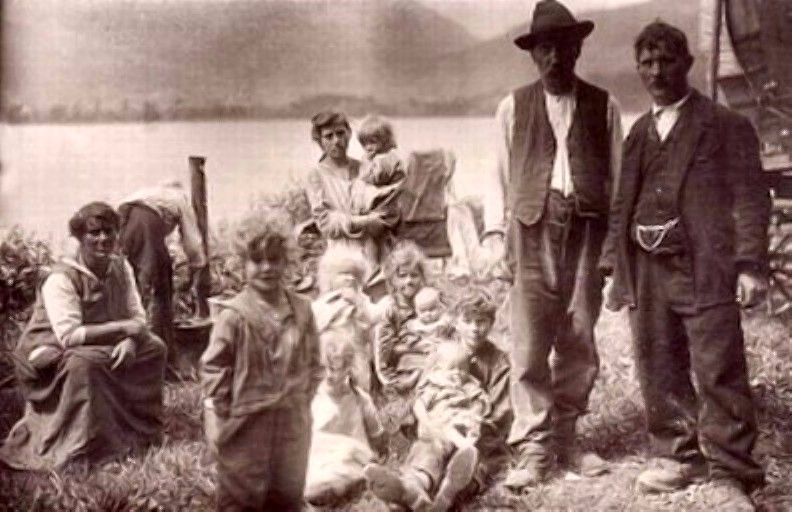
Familie de ieniși din Elveția (1928)

Ienișii (în germană Jenische, în franceză Yéniche, în engleză Yenish) sunt o etnie migratoare cu origini necunoscute. O parte a limbii ienișe denotă un trecut foarte vechi, de origini indoeuropene. Deseori ei sunt numiți "țigani albi", datorită faptului că, altfel decât rromii, au tenul de culoare deschisă. Această populație nu are origini indiene, ci europene (foarte probabil este faptul că se trag din celți). Cu toate acestea, ei sunt "numiți țigani", ca și rromii, datorită stilului lor de viață nomad, precum și a profesiilor exercitate de ei cu care corespund într-o anumită măsură: prelucrarea metalului, împletitul coșurilor, negoțul, .

## Răspândire
Cea mai mare populație de ieniși trăiește în Germania (200.000, mai ales în partea de sud-vest a țării: Renania-Palatinat, Baden-Württemberg și Bavaria). Totuși, dintre aceștia doar 29.000 mai duc o viață nomadă, călătorind în rulote tractate de un automobil. În Elveția, singurul stat în care li s-a acordat statutul de minoritate națională, trăiesc 50.000, din care doar 3.500 nu au renunțat la nomadism. În Austria (Tirol, Burgenland și la nord de Dunăre) trăiesc 35.000 de ieniși, aproximativ 3.500 practicând nomadismul. Atât în Ungaria (60.000), cât și în Belarus(11.000) nu este cunoscut numărul celor care au rămas nomazi. În Belgia fost numărați după 1990 aproximativ 7.000 de "călători", numărul ienișilor sedentari nefiind totuși cunoscut. În Franța, Olanda și Luxemburg nu există date despre această populație. Alain Reyniers scria în 1991 într-un articol din revista „Etudes Tsiganes” (N°2/91): ils constituent, aujourd'hui en France, sans doute le groupe le plus volumineux.

## Origini
Originea ienișilor este necunoscută. 
Ienișii se consideră ca fiind urmași ai celților însă argumentele în favoarea acestei origini sunt din punct de vedere științific la fel de controversate, ca de altfel și alte teorii, speculații, mituri legate de formarea acestei populații.
O altă teorie consideră că ei sunt descendenți din evrei care erau de profesie vânzători ambulanți. Această teorie se bazează pe faptul ca în limba ienișă se întâlnesc anumite cuvinte de origine ebraică și idiș, precum și multe nume de familie comune cu evreii. Această teorie ignoră însă elementele lingvistice mai vechi ale limbii ienișe (de ex. elemente celtice și romanice). Cea mai plauzibilă explicație pentru prezența cuvintelor de origine evreiască în vocabularul ieniș este aceea că evreii ambulanți înoptau deseori în taberele ienișilor si astfel s-au format anumite contacte sociale și lingvistice. Unul din numele de clan cele mai răspândite în rândurile ienișilor est-europeni este Gabor, nume care duce în ultimă instanță la Kobor, cu sensul de nomad, hoinar, vagabond (pe română cobârlău = hoț, tâlhar, nomad, vagabond), respectiv la Kavar, neam turcic care a adoptat în Evul Mediu religia mozaismului.  
Altă teorie îi consideră pe ieniși ca fiind urmași ai dezertorilor din Războiul de Treizeci de ani (1618-1648) sau din Războiul țărănesc german (1524-1526) originari din Elveția. Această teorie este însă neverosimilă datorită faptului că toți ienișii din Vestul și Centrul Europei sunt de confesiune catolică, aceasta fiind o dovadă că acest popor s-a format înainte de Reformă. De asemenea, toți refugiați elvețieni din acele timpuri erau protestanți. De asemenea trebuie luat în considerare că prima mențiune documentară a ienișilor datează din secolul XIII.

## Ieniși și gabori în România
Pe teritoriul de azi al României, ienișii au fost identificați (printre alții de autorul Walter Starkie) ca supraviețuind azi în rândurile așa-zișilor "țigani ardeleni" (fehér bőrű cigányok / țigani "albi") de limbă maghiară numiți și "gabori" ("Gabor" în maghiara se traduce prin Gabriel/Gavriil). Aceștia au o vestimentație distinctivă, extrem de conservatoare, asemănătoare cu cea a evreilor ortodocsi și rabinilor acestora, purtând pălării negre tip "fedora" cu boruri largi, cămăși albe, pantaloni negri de catifea. Vestimentația de zi a femeilor este însa foarte diferită: ea se aseamană cu cea a restului țiganilor: fuste largi si înflorate, lungi până la glezne, capul acoperit cu batic. În zilele cu semnificație religioasă, femeile adoptă și ele o vestimentație sobră, preferând culori mai închise la culoare (vezi foto). Bărbații nu își rad în mod normal mustățiile. În unele cazuri, aidoma evreilor ortodocși, ei își lasă bărbile și perciunii netunși. Un ziarist orădean l-a intervievat recent pe unul din liderii locali gaborilor concluzionând: 
Românii le zic "gabori" ori "ciotârnari", iar ungurii "badogoși". Nu se amestecă nici cu populația majoritară, nici cu alți țigani. Pentru respectabilitate, bărbații au pălării uriașe și pieptare de piele sau din stofă, în care își țin ceasurile de buzunar. Poartă pantaloni largi, ca să nu li se rupă la lucru, când se întind ori se apleacă. Femeile au fuste înflorate, colorate viu, iar cele măritate poartă baticuri. Fetele își prind părul în cozi împletite în funde roșii. Când se mărită, se acoperă și ele cu baticul. Înaintând în vârstă, își schimbă fustele alb sau roz în altele roșii și albastre, iar la bătrânețe în verzi și negre. 
Centrul spiritual al gaborilor ieniși se găsește în comuna Crăciunești pe Valea Nirajului, în județul Mureș, dar și în suburbiile orașului Târgu Mureș pe la Sângeorz, Pănet, Sântana, Livezeni, Hărțău etc. unde ei profesează adesea ca tinichigii și ciotârnari. După 1990 s-au specializat în împrumut de bani și cămătărie. Mai nou sunt foarte activi în tranzacții imobiliare. Unul din numele de clan cele mai răspândite ale acestora este "Rupi" (Rupert). În afara județului  Mureș (unde trăiesc 80% dintre gabori) aceștia se mai pot întâlni în special la Oradea, Arad sau Huedin. Majoritatea gaborilor sunt de religie "sâmbotiști" (adventiști de ziua a șaptea), iar sâmbăta e ziua nelucrătoare, detaliu care întărește speculațiile potrivit cărora gaborii —respectiv ienișii— ar fi o ramură deznaționalizată a evreilor.
În Ucraina subcarpatică, la Poroșcovo (Poroskove) și alte câteva sate, au fost întâlniți vorbitori de limba română din neamul ienișilor.

## Imagini
- Fotografie a unui bărbat gabor ieniș din Timișoara 2007
- Fotografie a doi Gabori din Ungaria Arhivat în 27 septembrie 2007, la Wayback Machine.
- Fotografii cu gaborii din Odorhei Arhivat în 3 decembrie 2007, la Wayback Machine.
- Familie de gabori fotografiați de Luiza Puiu Arhivat în 28 septembrie 2007, la Wayback Machine.
- Gabori din Văleni, Mureș
- Gabor din Ungaria la un târg de vechituri Arhivat în 8 octombrie 2007, la Wayback Machine.